# Žebrák
Žebrák (en allemand : Bettlern) est une ville du district de Beroun, dans la région de Bohême-Centrale, en Tchéquie. Sa population s'élevait à 2 242 habitants en 2024.

## Géographie
Žebrák se trouve à 17 km au sud-ouest de Beroun et à 45 km au sud-ouest de Prague.

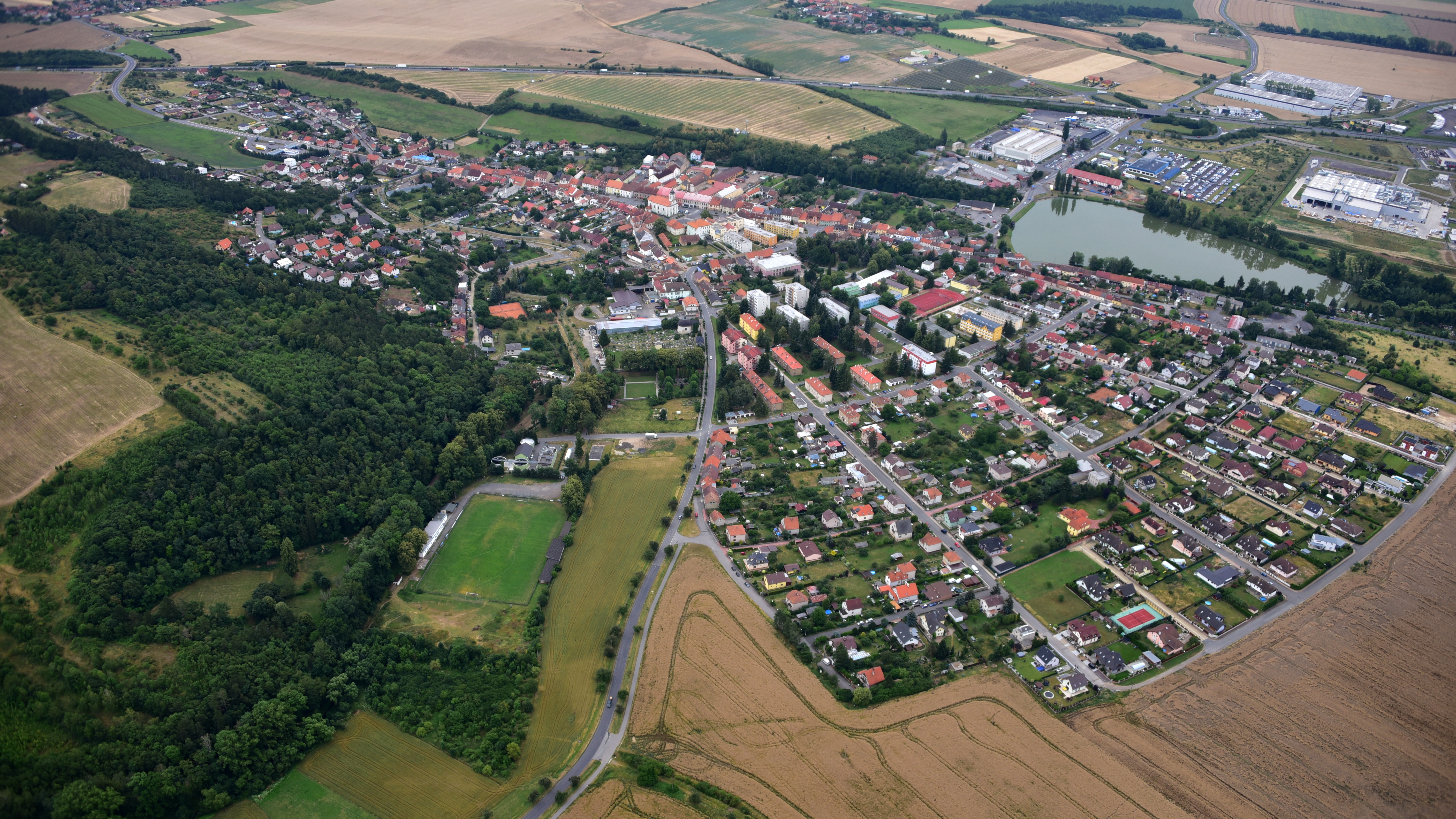
Vue aérienne de Žebrák.

La commune est limitée par Točník et Hředle au nord, par Chlustina et Praskolesy à l'est, par Kotopeky et Tlustice au sud, et par Drozdov à l'ouest.

## Histoire
Un château gothique fut bâti à Žebrák à la fin du XIIe siècle par Oldřich Zajíc de Valdek. Il servit de résidence royale jusqu'en 1532, date à laquelle il fut détruit par un incendie. Il n'en subsiste qu'une tour cylindrique et les ruines des remparts. Un second château, Tocnik, fut alors construit sur une colline voisine de taille plus importante. Les remparts sont encore là ainsi que plusieurs bâtiments.

## Administration
La commune se compose de deux sections :
- Sedlec
- Žebrák

## Patrimoine

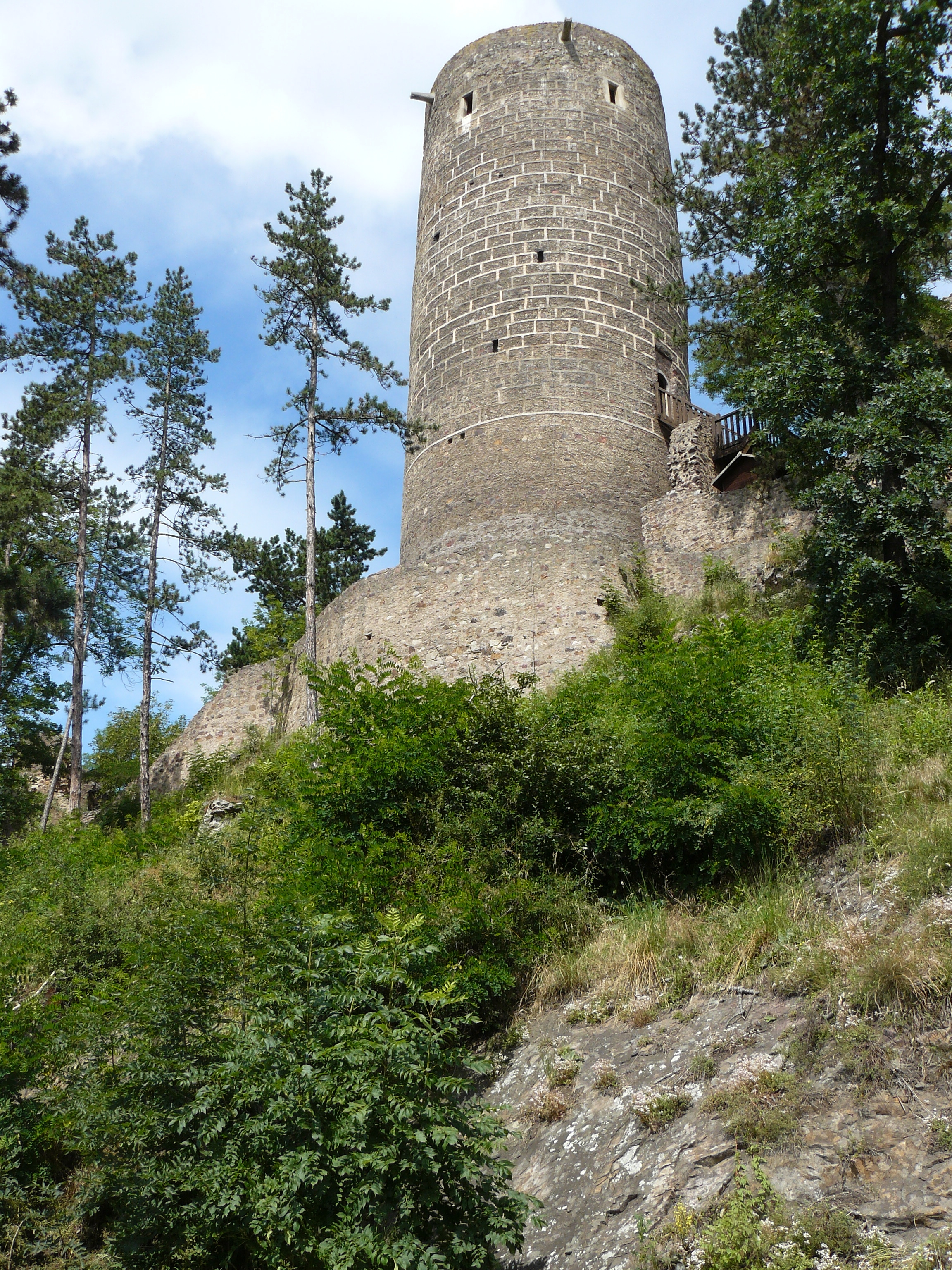
Une des tours du premier château vue de la cour intérieure du deuxième château.
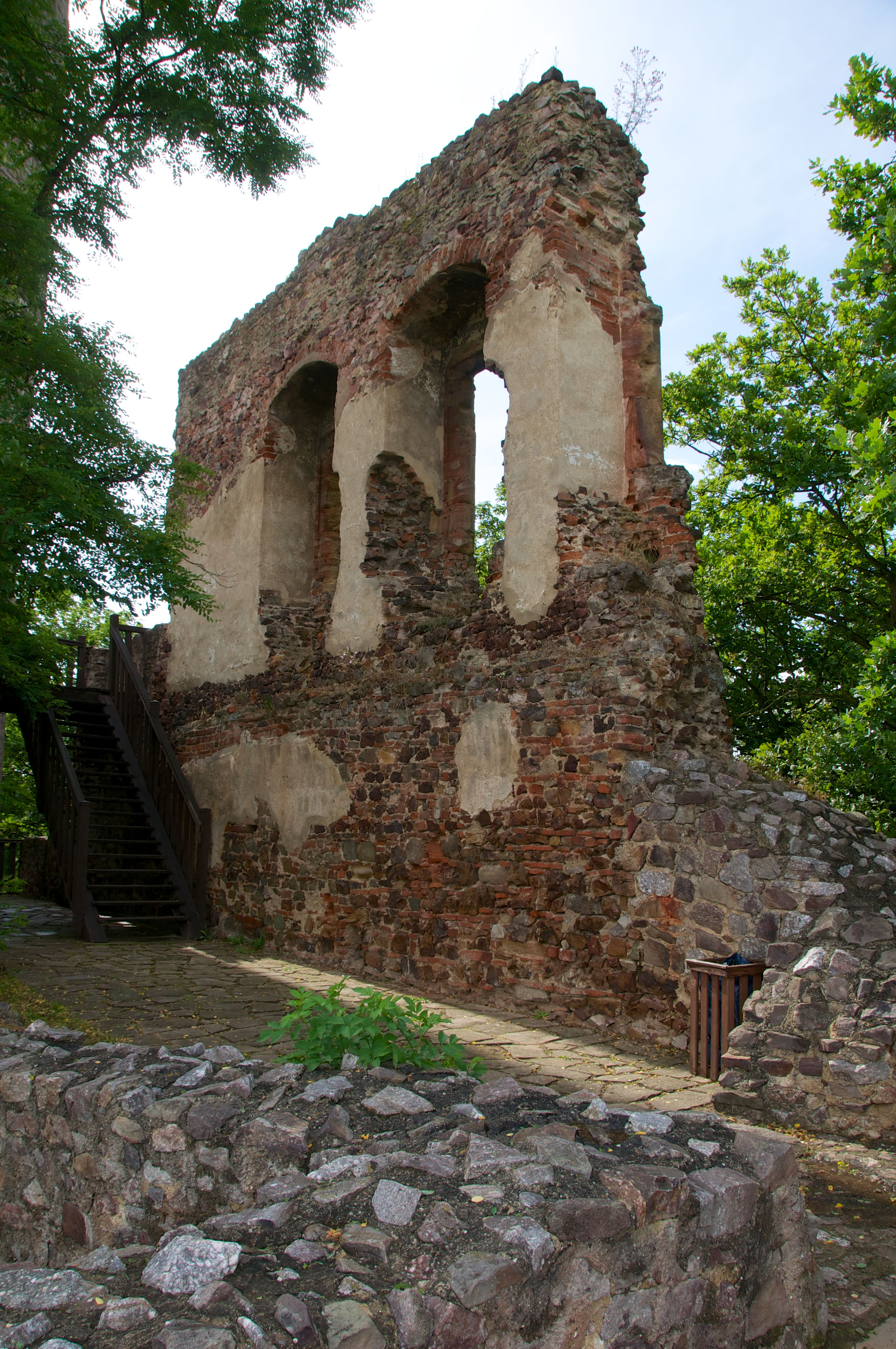
Vestiges de la paroi nord de l'ancien château de Žebrák.

## Transports
Par la route, Žebrák se trouve à 19 km de Beroun, à 28 km de Příbram, à 44 km de Plzeň et à 52 km de Prague. 
Žebrák est desservie l'autoroute D5, qui relie Prague à l'Allemagne par Plzeň (sortie  34 Žebrák).

## Personnalité
- Oldřich Nejedlý (1909-1990), footballeur tchécoslovaque